# De Groote Sint Johannesgasterveenpolder
De veenpolder De Groote Sint Johannesgasterveenpolder was een waterschap in de toenmalige Nederlandse gemeenten Haskerland en Schoterland in de provincie Friesland. 

## Geschiedenis
De Groote Sint Johannesgasterveenpolder, in de volksmond ook wel de veenpolder van Sint Jut genoemd, is voortgekomen uit het Tweede en Derde Veendistrict. Het is  een van de dertien veenpolders in Friesland. De bepoldering (aanleg van dijken, sluizen en kanalen) van het gebied vond plaats in de periode 1856-1858.
Er werden tussen 1857 en 1860 zes windmolens gebouwd (vier voor de bemaling van de veenpolderboezem en twee voor de droogmaking): 
- De Hersteller (1857) bij Sintjohannesga, diende voor de droogmaking van het gebied de Grie en het Achterland. Het pompte het water op de Hoogedijkstervaart. Het is de enig overgebleven molen.
- Gaastzigt (1857-1953) aan de Rotstersloot bij Rotstergaast,  diende voor de bemaling van de veenpolderboezem.
- Veldzigt (1857-1932) aan de Broeresloot bij Vierhuis.
- Meerzigt (1857-1918) bij Rohel, na brand vervangen door een windmotor.
- Vooruitgang (1860-1933) aan de Veenscheiding bij Nijehaske, diende voor de droogmaking.
- Veenzigt (1860-1933) op de hoek van de Engelenvaart en de Veenscheiding ten zuiden van Nijehaske.

Financiële problemen leidden er toe dat Provinciale Staten in 1873 geen toestemming gaf om het Haskerwijd en het Nannewijd droog te maken. Aan de molenbemaling kwam een eind toen Gemaal De Grie (1930) en Gemaal Fjouwerhûs (1932) werden gebouwd.

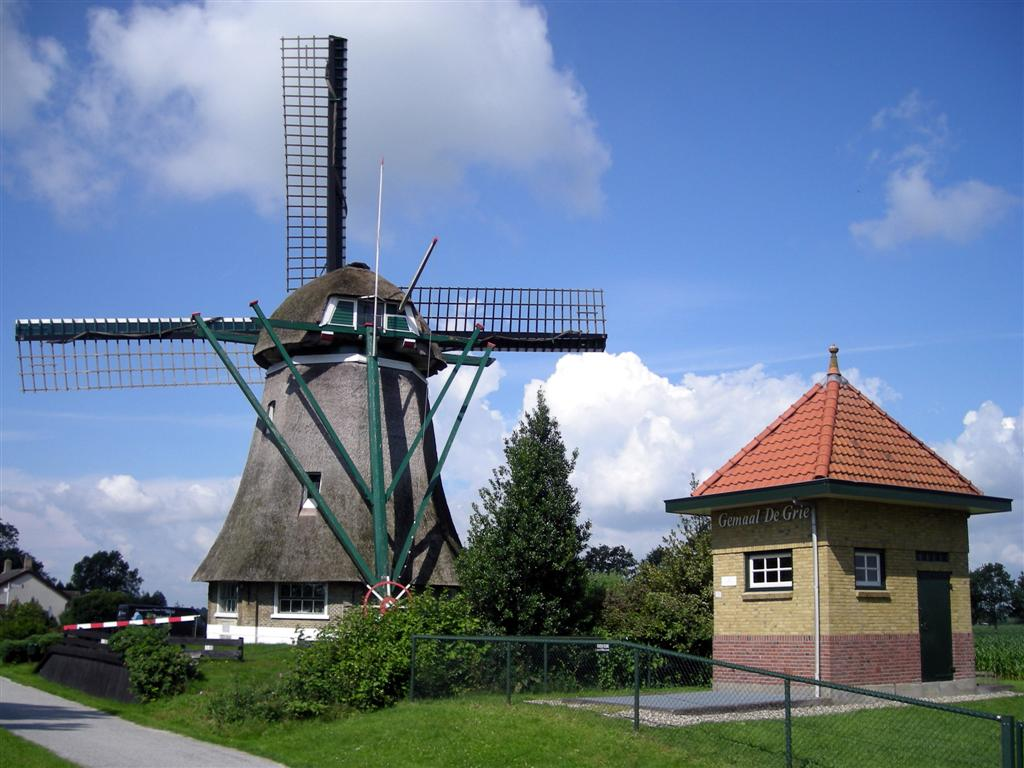
Molen De Hersteller en gemaal De Grie
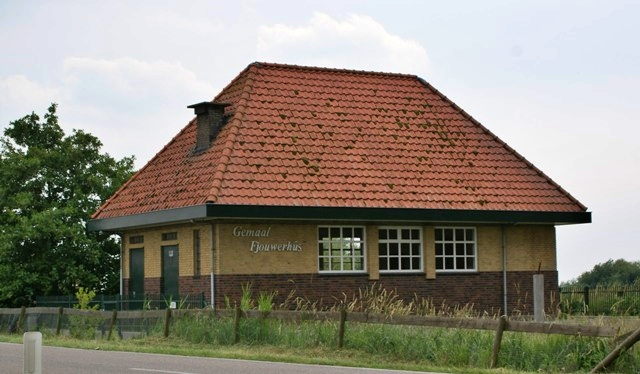
Gemaal Fjouwerhûs
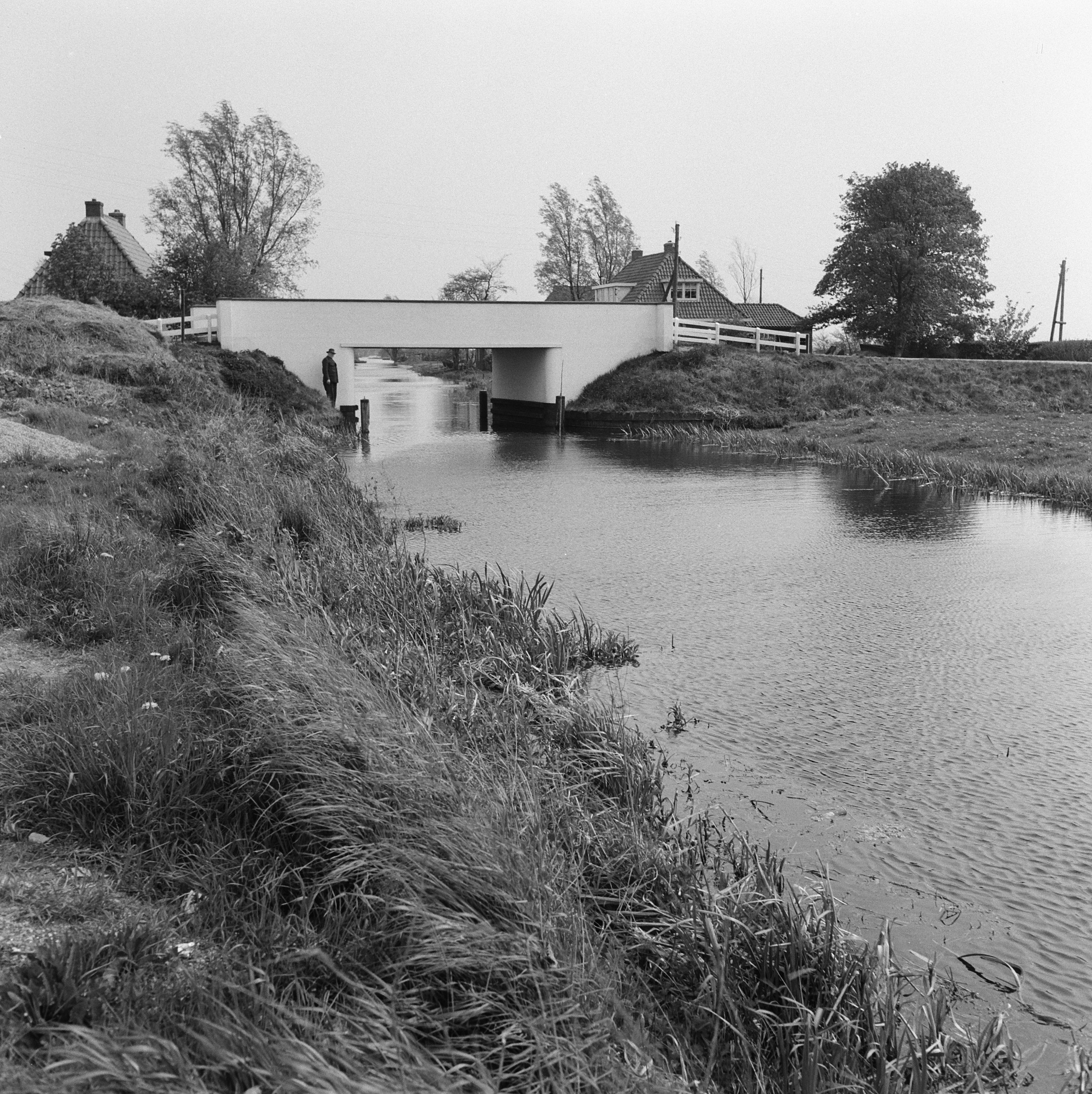
De veenpolder bij Rotsterhaule in 1960

In het westen werd het gebied begrensd door de Broeresloot, het Tjeukemeer en De Trijegaasterveenpolder. Aan de noordzijde door De Haskerveenpolder. In het oosten door de Engelenvaart (aansluiting op de Veenscheiding). In het zuiden door de Tjonger. In de polder lag natuurgebied Oosterschar. 
De veenpolder werd op 1 juni 1971 bij de eerste provinciale waterschapsconcentratie in Friesland opgeheven en ging het op in waterschap Boarnferd.  Deze werd in 1997 opgevolgd door Wetterskip Boarn en Klif en  sinds 2004  valt het gebied onder Wetterskip Fryslân. 